# Mariano Tudela
Mariano Tudela (La Coruña, 1925-Madrid, 12 de octubre de 2001) fue un escritor, guionista y periodista español.

## Biografía
Nacido Mariano Rodríguez Tudela, hizo el bachillerato en su ciudad natal y varios cursos de Derecho en Santiago de Compostela y Madrid. A poco de cumplir los 23 años, publica su primer libro de relatos, La linterna mágica, en 1948, seguido dos años después por la novela corta El hombre de las tres escopetas y su primera novela larga, El torerillo de invierno (1951), con prólogo de Camilo José Cela. A partir de 1956, se instalaría en Madrid, donde vivió el resto de su vida. Fue el director literario, junto con el pintor Urbano Lugrís, director artístico, de la revista Atlántida (1954-1956). Y en Madrid dirigió la revista de radio y televisión CAR (1964-1966). También fue traductor, en colaboración con Ascensión González Deus, de autores como Marcel Proust, Pierre McOrlan, Gilbert Cesbron, Jean Lartéguy o Jorge Amado. Publicó novelas, libros de cuentos y biografías noveladas, algunhas de ellas publicadas con pseudónimos, como "René Luard".
Falleció en Madrid a los 76 años de edad y descansa en el cementerio de San Amaro de A Coruña, junto a su esposa, la traductora y autora Ascensión (Chon) González Deus.

## Radio, televisión y cine
Durante más de veinticinco años, Tudela fue guionista habitual de Radio Nacional de España y otras emisoras, y de 1963 a 1985 trabajó frecuentemente para Televisión Española. Como guionista de radio, televisión y cine, su actividad se remonta a 1957, en que en colaboración con José Antonio Nieves Conde escribió tres libretos cinematográficos: Más que maduro, Luz de agonía, y Rehenes. Posteriormente mantuvo en antena un programa cultural, realizado por Marcos Reyes para TVE. Escribió dos series dramáticas, de cinco capítulos cada una, dirigidas por Pilar Miró y Sergio Schaff, Veinte años después y Patio de vecindad. El citado Nieves Conde realizó, igualmente para TVE, dos miniseries con guiones de Mariano Tudela, inspiradas en las vidas de Teresa de Jesús y Juan de la Cruz.
Es autor, asimismo, de libretos biográficos para televisión, que repasaron la vida de personajes tan dispares como Fray Junípero Serra, el doctor Puigvert o el torero Domingo Ortega. O de espacios dramáticos como La nevera, original del autor; o la versión en castellano de Os vellos non deben de namorarse de Alfonso R. Castelao, emitida el 18 de mayo de 1976 en TVE. Escribió, en colaboración con Daniel Cortezón, el guion de Prisciliano, difundido por la Televisión de Galicia, y fue coautor de la serie Del Miño al Bidasoa, traslación en imágenes del libro de viajes de Camilo José Cela, estrenada en TVE. 
En unión de José Antonio Verdugo dio fin al guion cinematográfico El himno de Riego, inspirado en la novela del mismo título de José Esteban. Con destino a televisión, su última colaboración fue para la serie Fantasmas, versión fílmica en seis capítulos de la obra homónima de Wenceslao Fernández Flórez.

### Reconocimientos
Obtuvo diferentes premios a lo largo de su actividad, entre los que destacan el Doncel de biografía; el Puerta Bisagra, Casino de Mieres, y Alfonso VIII de narrativa, de cuentos; y el premio de novela del Ayuntamiento de Madrid, Ramón Gómez de la Serna. El 25 de junio de 1998 recibió la Medalla de Galicia en su categoría de bronce.

## Obras

### Novela
- (1951) El torerillo de invierno, Barcelona, Luis de Caralt (reediciones: Barcelona, G.P.,1975).
- (1956) Más que maduro, Barcelona, Luis de Caralt.
- (1959) El techo de lona Barcelona, Pareja y Borrás (reediciones: Barcelona, G.P., 1971 y 1975).
- (1963) Nueva tierra de promisión, Madrid, Bullón (reediciones: Barcelona, G.P., 1970)
- (1972) Últimas noches del corazón, Madrid, Sala Editorial (reediciones: Barcelona, G.P.,1977).
- (1976) La madrugada de las mercenarias, Barcelona, Argos.(reediciones: Barcelona, Argos, 1977. Barcelona, G.P., 1982)
- (1977) Los cómplices del sol, Madrid, Sedmay.
- (1978) El aliento del diablo, Madrid, Sedmay.
- (1988) Amarga canción del recuerdo, Barcelona, Anthropos.
- (1996) La estrella rota , Premio “Ramón Gómez de la Serna” del Ayuntamiento de Madrid (Inédita).

### Novela corta
- (1952) El hombre de las tres escopetas, Santander, Hordino.
- (1996) Retablo de la glorieta, Mieres, Firma.

### Cuentos
- (1948) La linterna mágica, Madrid, Sáez.
- (1994) Fiebre negra y otras historias, Madrid, Bitácora.
- (2000) El coleccionista de primaveras, Madrid, Diputación de Cuenca.

### Biografías
- (1957) La bella Otero, Barcelona, A.H.R.
- (1958) Luis Candelas, Barcelona, A.H.R.(reediciones: 1973, Madrid, Organización Sala. 1984, Madrid, Hathor).
- (1958) La Caramba, Barcelona, G.P. (2ª edición, Barcelona, Plaza y Janés, 1959)
- (1959) Azorín, E.P.E.S.A.
- (1960) Biografía de la prostitución, Barcelona, Rafael Borrás (reedición posterior en Ferma, Barcelona).
- (1962) Vida del joven Andersen, Madrid, Doncel.
- (1969) Valle Inclán, vida y milagros, Barcelona, Vassallo de Mumbert (reediciones: Barcelona, Vassallo de Mumbert, 1972.Madrid, Urbión, 1984).
- (1969) Azorín, Madrid, E.P.E.SA.
- (1970) Cela, Madrid, E.P.E.S.A.
- (1971) Pancho Villa, vida, leyenda y aventura, Barcelona, Plaza y Janés.
- (1970-1972) La Galería siniestra, (serie de 32 biografías con distintos pseudónimos, de personajes que han pasado a la crónica negra universal), Madrid, Rollán.
- (1972) El conde Fernán González, Madrid, Doncel.
- (1972) Curzio Malaparte, Madrid, E.P.E.S.A.
- (1983) Álvaro Cebreiro: vida y afanes de un creador, Sada (La Coruña), O Castro.
- (1985) Pío Baroja o la vida de un novelista, Madrid, Urbión.
- (1985) Mariana Pineda, Madrid, Urbión.
- (1985) Zumalacárregui, Madrid, Sílex.
- (1988) Ramón Gómez de la Serna, vida y obra, Madrid, Hathor.
- (1991) Camilo José Cela, Madrid, Grupo Libro.

### Ensayos
- (1962) Historia del gangsterismo, Barcelona, Ferma.
- (1976) Vivir en La Coruña, Madrid, Organización Sala.
- (1979) Los españoles con el culo al aire, Madrid, Albia.
- (1985) Aquellas tertulias de Madrid, Madrid, El Avapiés. (reedición en 1985)
- (1988) (et alii) Café Gijón: 100 años de historia: nombres, vidas, amores y muertes, Madrid, Kaydeda.
- (1999) Vivir na Coruña, traducción de Olivia Tudela, La Coruña, Diputación de La Coruña.

### Artículos periodísticos
- (2012) Una vida de literatura. Obra periodística recuperada: 1948-2000. Editorial: Alvarellos (2012). Santiago de Compostela.[3] https://alvarelloseditora.gal/libro/vida-de-literatura-una-2/